# Granaria stabilei
Granaria stabilei is een slakkensoort uit de familie van de Chondrinidae. De wetenschappelijke naam van de soort is voor het eerst geldig gepubliceerd in 1865 door E. von Martens.